# Anke Reschwamm Schulze
Anke Reschwamm Schulze, née le 8 décembre 1972 à Bautzen, est une fondeuse allemande.

## Biographie
Elle débute en Coupe du monde en 1992 et obtient son premier podium dans un relais à La Clusaz en 2004. Elle participe aux Jeux olympiques de 1998 et de 2002, où elle est demi-finaliste en sprint (dixième finale).
Elle se retire en 2006.

## Palmarès

### Jeux olympiques
- Jeux olympiques de 1998 à Nagano :
  - 37e du 5 km classique, 38e du 15 km classique, 31e de la poursuite 15 km et 26e du 30 km libre
- Jeux olympiques de 2002 à Salt Lake City :
  - 10e du sprint libre et 35e du 15 km libre.

### Championnats du monde
- Meilleur résultat : 7e à la poursuite 15 km en Championnats du monde 1997 à Trondheim

### Coupe du monde
- Meilleur classement général : 22e en 1997.
- 2 podiums en relais, dont 0 victoire, 1 deuxième place et 1 troisième place.
- Meilleur résultat individuel : 8e.